# Margit Slachta
Margit Slachta (o Schlachta, Kassa, 18 de septiembre de 1884–-Búfalo, 6 de enero de 1974) fue una activista social húngara. En 1920, fue la primera mujer en ser elegida para la Dieta de Hungría, y en 1923 fundó las Hermanas del Servicio Social, un instituto religioso católico de mujeres.

## Biografía
Nació en Kassa, Hungría, en 1884. Cuando Margit era joven, ella y sus padres se fueron a vivir a los Estados Unidos por un corto tiempo. Al volver a Hungría, Margit se entrenó en una escuela católica como profesora de francés y alemán.
Fue una campeona de los derechos humanos. Formó la Unión de Mujeres Católicas, una organización para promover el derecho femenino al voto en Hungría, y en 1920 se convirtió en la primera mujer en ser elegida para la dieta húngara. En 1908, Slachta se unió a una comunidad religiosa, la Sociedad de la Misión Social. En 1923 fundó las Hermanas de Servicio Social. Las Hermanas Sociales eran bien conocidas por toda Hungría por sus labores de enfermería, partería y cuidado de huérfanos. La comunidad creó escuelas profesionales para el trabajo social en Budapest y Cluj. Algunos estudiantes se unieron a la comunidad religiosa, mientras que otros se unieron a una asociación laica afiliada a ésta.
Las primeras leyes antijudías se tramitaron en Hungría en 1938, y desde entonces, Slachta publicó artículos oponiéndose a las medidas antijudías en su diario, La voz del Espíritu. En 1943, el gobierno suprimió su diario, pero Slachta continuó publicándolo de manera clandestina.
Hungría se unió las Potencias del Eje en 1940. En otoño de 1940, las familias judías de Csíkszereda fueron deportadas y enviadas a Körösmezö en Carpathia-Ruthenia. Slachta respondió inmediatamente a los informes de 1940 sobre el desplazamiento temprano de judíos, escribiendo al sacerdote parroquial de Körösmezö pidiéndole averiguar por su bienestar. El proceso fue detenido en la tarde del 9 de diciembre, cuando un telegrama del Ministerio de Defensa ordenó la liberación de los detenidos. Era el mismo día en que estaba fechada su carta al sacerdote. El reporte reveló que el capitán a cargo de la operación recibió un telegrama a las 7:00 p. m. en donde se le ordenaba que liberara a los prisioneros judíos de manera inmediata, así como su traslado de vuelta a Csíkszereda.
Sentía un fuerte entusiasmo hacia sus convicciones religiosas de justicia social enfocados en esfuerzos de rescate y asistencia. En los años posteriores a la Segunda Guerra Mundial, generó conciencia de las considerables contribuciones de las iglesias protestantes en los esfuerzos de rescate.
Slachta brindó refugio a los perseguidos, protestó las leyes antijudías y de trabajo forzado y viajó a Roma en 1942 para animar al Papa a que tomara acción contra las persecuciones judías.
Slachta le dijo a sus hermanas que los preceptos de su fe les obligaban a proteger a los judíos, incluso si ello conllevaba a sus propias muertes. Cuando, en 1941, 20000 personas fueron deportadas, Slachta protestó ante la esposa del Almirante Horthy. Los nazis ocuparon Hungría en 1944, y empezaron a deportar masivamente a los judíos. Las hermanas de Slachta realizaron bautizos con la esperanza de que ello salvaría a las personas de ser deportadas, enviaron comida y suministros a los guetos judíos y dieron refugio a personas en sus conventos. Una de las hermanas de Slachta, Sára Salkaházi, fue ejecutada por la Cruz Flechada, y Slachta fue golpeada y por poco ejecutada. Las hermanas probablemente rescataron más de 2000 judíos húngaros. En 1985, Yad Vashem reconoció a Margit Slachta como Justa entre las Naciones.
Regresó al parlamento tras las elecciones de 1945, cuando fue elegida en la lista del Partido Cívico Democrático. Sin embargo, renunció al partido en enero de 1946 para participar como independiente. Posteriormente, la Liga de Mujeres Cristianas participó como un partido independiente en las elecciones de 1947, obteniendo cuatro asientos. En 1948 el Parlamento húngaro le suspendió de sus funciones por "haberse negado a ponerse de pie" mientras sonaban las estrofas del himno nacional, tras la aprobación de un proyecto de ley de nacionalización de las escuelas religiosas, al que Slachta se opuso. Antes de las elecciones de 1949, varios partidos fueron obligados a unirse al Frente de la Gente Independiente Húngara, dirigida por comunistas. El Frente presentó sólo una lista, elegida por Partido de los Trabajadores Húngaros. Slachta aplicó para participar en las elecciones, pero no le fue permitido.